# Collegio elettorale di Catania - Misterbianco (Senato della Repubblica)
Il collegio di Catania - Misterbianco fu un collegio elettorale uninominale della Repubblica Italiana per l'elezione del Senato della Repubblica. Apparteneva alla circoscrizione Sicilia e fu utilizzato per eleggere un senatore nella XII, XIII e XIV legislatura.
Venne istituito nel 1993 con la cosiddetta Legge Mattarella (Legge n. 276, Norme per l'elezione del Senato della Repubblica), attuata in seguito al referendum abrogativo del 1993. La legge istituì per la Camera dei deputati e per il Senato della Repubblica un sistema di elezione misto, in parte maggioritario e in parte proporzionale. Il 75% dei parlamentari dell'assemblea veniva eletto in collegi uninominali tramite sistema maggioritario a turno unico; il restante 25% al Senato veniva eletto tramite recupero proporzionale dei più votati non eletti attraverso un meccanismo di calcolo denominato "scorporo", cioè sottraendo dal conteggio dei voti totali di una lista nella parte proporzionale i voti ottenuti dai candidati collegati alla medesima lista che erano eletti nei collegi uninominali con il sistema maggioritario.
Il collegio venne abolito insieme a tutti gli altri che costituivano il Senato con la promulgazione della legge elettorale successiva, la cosiddetta Legge Calderoli. Questa prevedeva un sistema proporzionale con premio di maggioranza, che al Senato veniva attribuito a livello regionale.

## Territorio
Il collegio di Catania - Misterbianco era uno dei 20 collegi uninominali in cui era suddivisa la Sicilia e, come previsto dal D.Lgs. del 20 dicembre 1993 n. 535, era interamente compreso nella provincia di Catania e comprendeva i seguenti comuni: Aci Castello, Camporotondo Etneo, parte del comune di Catania (in particolare i quartieri di Nesima Superiore, XXXI Maggio, Cibali, Trappeto e San Giovanni Galermo), Gravina di Catania, Mascalucia, Misterbianco, Motta Sant'Anastasia, Nicolosi, Pedara, San Giovanni la Punta, San Gregorio di Catania, San Pietro Clarenza, Sant'Agata li Battiati, Trecastagni, Tremestieri Etneo e Valverde. 

## Eletti
| Elezione | Elezione                 | Senatore        | Partito                    |
| -------- | ------------------------ | --------------- | -------------------------- |
|          | 1994                     | Vito Cusimano   | Polo del Buon Governo (AN) |
| 1996     | Polo per le Libertà (AN) | Vito Cusimano   |                            |
|          | 2001                     | Domenico Sudano | Casa delle Libertà (CCD)   |

## Dati elettorali

### XII legislatura
|                               | Vito Aurelio Cusimano ✔️ Eletto | Polo del Buon Governo       | 72 903  | 54,55 |  |  |  |  |  |
|                               | Giuseppina Calabrò              | Progressisti                | 37 268  | 27,88 |  |  |  |  |  |
|                               | Orazio Benito Sapienza          | Patto per l'Italia          | 18 864  | 14,11 |  |  |  |  |  |
|                               | Francesco D'Antone              | Partito Socialista Italiano | 3 385   | 2,53  |  |  |  |  |  |
|                               | Angelo Sgarito                  | Vespri Siciliani            | 1 233   | 0,92  |  |  |  |  |  |
| Totale                        | Totale                          | Totale                      | 133 653 | 100   |  |  |  |  |  |
|                               |                                 |                             |         |       |  |  |  |  |  |
| Voti non validi               | Voti non validi                 | Voti non validi             | 12 848  | 8,77  |  |  |  |  |  |
| Votanti                       | Votanti                         | Votanti                     | 146 501 | 83,59 |  |  |  |  |  |
| Elettori                      | Elettori                        | Elettori                    | 175 256 |       |  |  |  |  |  |
|                               |                                 |                             |         |       |  |  |  |  |  |
| Data: 27-28 marzo 1994        |                                 |                             |         |       |  |  |  |  |  |
| Fonte: Ministero dell'interno |                                 |                             |         |       |  |  |  |  |  |

### XIII legislatura
|                               | Vito Aurelio Cusimano ✔️ Eletto | Polo per le Libertà                      | 77 024  | 57,86 |  |  |  |  |  |
|                               | Paolo Castorina                 | L'Ulivo                                  | 44 641  | 33,53 |  |  |  |  |  |
|                               | Francesco Condorelli            | Movimento Sociale Fiamma Tricolore       | 6 741   | 5,06  |  |  |  |  |  |
|                               | Antonio De Cristaforo           | Noi Siciliani-Fronte Nazionale Siciliano | 3 709   | 2,79  |  |  |  |  |  |
|                               | Antonino Graziano               | Partito Socialista                       | 1 017   | 0,76  |  |  |  |  |  |
| Totale                        | Totale                          | Totale                                   | 133 132 | 100   |  |  |  |  |  |
|                               |                                 |                                          |         |       |  |  |  |  |  |
| Voti non validi               | Voti non validi                 | Voti non validi                          | 14 314  | 9,71  |  |  |  |  |  |
| Votanti                       | Votanti                         | Votanti                                  | 147 446 | 80,00 |  |  |  |  |  |
| Elettori                      | Elettori                        | Elettori                                 | 184 305 |       |  |  |  |  |  |
|                               |                                 |                                          |         |       |  |  |  |  |  |
| Data: 21 aprile 1996          |                                 |                                          |         |       |  |  |  |  |  |
| Fonte: Ministero dell'interno |                                 |                                          |         |       |  |  |  |  |  |

### XIV legislatura
|                               | Domenico Sudano ✔️ Eletto         | Casa delle Libertà                   | 88 249  | 58,38 |  |  |  |  |  |
|                               | Ivanhoe Dugo                      | L'Ulivo                              | 40 536  | 26,82 |  |  |  |  |  |
|                               | Francesco Giuseppe Russo          | Lista Di Pietro                      | 6 469   | 4,28  |  |  |  |  |  |
|                               | Mario Leone Sebastiano Spampinato | Partito della Rifondazione Comunista | 4 481   | 2,96  |  |  |  |  |  |
|                               | Cesare Fulvio                     | Democrazia Europea                   | 4 226   | 2,80  |  |  |  |  |  |
|                               | Giovanni Giuseppe Giuliano        | Lista Pannella-Bonino                | 3 137   | 2,08  |  |  |  |  |  |
|                               | Giuseppe Campo                    | Noi Siciliani                        | 2 086   | 1,38  |  |  |  |  |  |
|                               | Salvatore Gurrieri                | Fronte Nazionale                     | 1 989   | 1,32  |  |  |  |  |  |
| Totale                        | Totale                            | Totale                               | 151 152 | 100   |  |  |  |  |  |
|                               |                                   |                                      |         |       |  |  |  |  |  |
| Voti non validi               | Voti non validi                   | Voti non validi                      | 11 321  | 6,97  |  |  |  |  |  |
| Votanti                       | Votanti                           | Votanti                              | 162 473 | 80,08 |  |  |  |  |  |
| Elettori                      | Elettori                          | Elettori                             | 202 898 |       |  |  |  |  |  |
|                               |                                   |                                      |         |       |  |  |  |  |  |
| Data: 13 maggio 2001          |                                   |                                      |         |       |  |  |  |  |  |
| Fonte: Ministero dell'interno |                                   |                                      |         |       |  |  |  |  |  |